# Bedtime for Democracy
Bedtime for Democracy —en español: Hora de acostarse para la democracia— es el cuarto álbum de estudio de Dead Kennedys, lanzado por Alternative Tentacles en 1986.
El disco vio la luz cuando la banda ya estaba virtualmente separada, y en medio de un juicio por amoralidad al que los llevó la asociación conservadora PMRC, (liderada por la esposa de Al Gore) por el arte gráfico de su álbum anterior, Frankenchrist.
El dinero recaudado por las ventas de este LP fue usado por la banda para hacer frente a los costes del litigio.
Tras la edición del álbum y los avatares del juicio, Dead Kennedys permanecieron como entidad inactiva, hasta principios de la década de 2000, cuando el grupo regresó, aunque sin Jello Biafra.

## Lista de temas
Cara A
1. "Take This Job and Shove It" – 1:25
2. "Hop with the Jet Set" – 2:07
3. "Dear Abby" – 1:09
4. "Rambozo the Clown" – 2:25
5. "Fleshdunce" – 1:29
6. "The Great Wall" – 1:32
7. "Shrink" – 1:44
8. "Triumph of the Swill" – 2:17
9. "Macho Insecurity" – 1:30
10. "I Spy" – 2:30
11. "Cesspools in Eden" – 5:56

Cara B
1. "One-Way Ticket to Pluto" – 1:38
2. "Do the Slag" – 1:36
3. "A Commercial" – 1:33
4. "Gone with My Wind" – 1:43
5. "Anarchy for Sale" – 1:18
6. "Chickenshit Conformist" – 5:58
7. "Where Do Ya Draw the Line" – 2:39
8. "Potshot Heard 'Round the World" – 2:10
9. "D.M.S.O." – 2:09
10. "Lie Detector" – 3:43